# Guarda... Stupisci
Guarda... Stupisci (sottotitolo: Modesta e Scombiccherata Lezione sulla Canzone Umoristica Napoletana) è stato un programma televisivo italiano, condotto da Andrea Delogu con la partecipazione di Renzo Arbore e Nino Frassica e trasmesso su Rai 2 e Rai Radio 2 il 12 ed il 19 dicembre 2018.

## Il programma
Dopo il successo l'anno precedente di Indietro tutta! 30 e l'ode, dove veniva celebrato il trentennale di Indietro tutta!, gli stessi conduttori presentano questa volta alle nuove generazioni il grande repertorio della canzone umoristica napoletana.

## Ascolti
| Puntata | Data             | Ospiti                                                                 | Telespettatori | Share |
| ------- | ---------------- | ---------------------------------------------------------------------- | -------------- | ----- |
| 1       | 12 dicembre 2018 | Gigi Proietti, Enrico Montesano, Marisa Laurito, Lino Banfi            | 2.603.000      | 14,5% |
| 2       | 19 dicembre 2018 | Teo Teocoli, Stefano Bollani, Enzo Decaro, Lello Arena, Marisa Laurito | 2.227.000      | 12,6% |